# Neocyrtus distinctus
Neocyrtus distinctus är en stekelart som först beskrevs av Mercet 1921.  Neocyrtus distinctus ingår i släktet Neocyrtus och familjen sköldlussteklar. Inga underarter finns listade i Catalogue of Life.